# 漢普斯特德 (馬里蘭州)
漢普斯特德（英語：Hampstead）是一個位於美國馬里蘭州卡洛爾縣的市鎮。

## 人口
根據2020年美國人口普查的數據，漢普斯特德的面積為8.62平方千米，當中陸地面積為8.55平方千米，而水域面積為0.07平方千米。當地共有人口6241人，而人口密度為每平方千米724人。